# Leonela
Leonela es una telenovela venezolana producida y transmitida por la cadena RCTV en 1984. En Venezuela se transmitió dividida en dos partes, la segunda con el título Miedo al amor, debido a la legislación vigente en aquella época que establecía límites de duración a las teleseries. En el exterior ambas partes se emitieron con el primer nombre. Fue escrita por Delia Fiallo y protagonizada por Mayra Alejandra y Carlos Olivier y contó con un total de 133 capítulos de 45 minutos aproximadamente, la primera parte de 66 capítulos y la segunda de 67.
Causó un gran impacto en los televidentes de la época, tanto nacionales como internacionales, por ser una obra cruda y realista, tratando temas escabrosos y con protagonistas que podrían definirse "antihéroes".

## Trama

### Leonela(capítulos 1-66)
Leonela Ferrari es una joven y hermosa mujer que acaba de terminar la carrera de Derecho y está a punto de casarse con su novio, Otto Mendoza. El día de su compromiso, Otto, quien es muy altanero y ególatra, humilla y golpea durante la fiesta a Pedro Luis Guerra, un joven humilde y trabajador quien en su borrachera jura vengarse de él. Esa noche, Leonela sale a pasear por la playa y se encuentra con Pedro Luis quien, aún borracho, decide vengarse de Otto violando a Leonela. A causa de esto, Leonela es abandonada por Otto, pierde a sus amigos y es repudiada por toda la alta sociedad, pero sus desgracias no terminan ahí: a causa de la violación, Leonela queda embarazada. Herida por la desgracia, desprecia a su hijo y, después de descartar la idea de abortar, decide darlo en adopción apenas nazca. 
Como Pedro Luis persigue a Leonela para convencerla a tener el niño o dárselo a él, el tío de Leonela, Joaquín Machado, manda a unos matones para que golpeen a Pedro Luis, pero este termina matando en defensa propia a uno de los sicarios. Pedro Luis es arrestado. Leonela acepta la madre del matón muerto como primer cliente para su primer caso de abogado, al asumir la acusación particular contra Pedro Luis, quien es defendido por el abogado Nelson Martínez. En el juicio Pedro Luis se defiende de la acusación argumentando que alguien pagó a los dos hombres para matarlo. Más tarde, ante el estupor de todos, se confiesa culpable únicamente del delito de violación en la persona de Leonela. El juez lo declara inocente del primer cargo, pero lo condena a doce años de prisión por el delito de violación.
Se acerca la ficha del parto y Leonela tiene graves trastornos que la obligan a quedarse en la cama. Nieves María, la cuñada de Pedro Luis, bajo una falsa identidad, se ofrece como nueva cuidadora para la joven mientras nace el niño. Apenas unas horas después de haber firmado los papeles de adopción, Leonela da a luz un niño al que rechaza desde el primer momento. Nieves María se encarga de entregar el pequeño al centro de adopciones bajo la atenta mirada de Joaquín. Al día siguiente, Nieves y su marido Rafael, hermano de Pedro Luis, solicitan la adopción del niño y, tras mucho papeleo, se lo conceden. Para Pedro es un gran consuelo saber que su hijo vive con su familia. 
Han pasado nueve años de aquella fatídica noche. Leonela, convertida en una rigurosa fiscal apodada "la dama de hierro", tiene un nuevo novio, el veterinario Alfredo, pero sigue traumatizada por aquel suceso. A pesar de fingir que es una mujer fría, esconde el tormento por haber dado a su hijo en adopción; lo busca incansablemente sin saber que Pedro Luis pudo recuperarlo y dejarlo con Nieves María. Además, la situación de los Ferrari es catastrófica, están arruinados completamente. Mientras, Pedro Luis, que ha estudiado Derecho en la cárcel, consigue una reducción de condena por su buena conducta y sale de prisión tres años antes de lo previsto. Ahora que es libre además de sumamente rico gracias a la herencia que le dejó un preso loco al que defendió más de una vez, empieza su ansiada venganza contra Leonela, culpable de haber abandonado a su hijo, y su familia, que lo había humillado. Junto con Nelson Martínez abre un bufete y en su primer caso enfrenta a la abogada Leonela Ferrari ganándole el juicio, además se convierte en el único acreedor de la empresa de Homero, el padre de Leonela, que está en la ruina.
Mientras tanto, Nieves María se ha enviudado y se considera la verdadera madre del pequeño Pedrito. Con el pasar del tiempo se ha enamorado de Pedro Luis, aunque sabe que él siempre estuvo enamorado de Leonela y que, aunque ahora sienta rencor hacia ella por haber abandonado a su hijo, sigue enamorado de ella. 
Leonela empieza a sentir celos hacia una mujer que sale con Pedro Luis, la bella decoradora Imán, por tanto poco a poco tiene que admitir que, no solamante perdonó aquel hombre que años atrás le había hecho tanto daño, sino que lo ama. Tiempo después descubre la verdad sobre su hijo y con el tiempo Pedro Luis le da el permiso de verlo. Pedrito rechaza a Leonela cuando la conoce, ya que cree que le quitará a su papá. Sin embargo, gracias a la constancia que Leonela pone en ganarse a Pedrito, hace que este la acepte. 
Nieves María que había luchado tanto por Pedro Luis que por Pedrido, se rinde, renuncia a ambos y se vuelve a su país natal. Un día Pedro Luis lleva Pedrito a casa de Leonela y le comunica que él partirá por un viaje, pero que volverá inmediatamente si ella lo querrá, será suficiente que le diga: «Ven...».

### Miedo al amor(capítulos 67-133)
Leonela, pese a que los recuerdos de ese fatídico primer encuentro en el que Pedro Luis la hizo suya a la fuerza no le permitan conciliar el sueño, viendo a su hijo sufrir por la ausencia de su padre, decide pedir a Pedro Luis que regrese del exterior. Le envía una carta con una sola palabra: «Ven...». Los dos se casan, pero cuando él la besa en la noche de bodas y tratan de consumar el matrimonio, ella recuerda la violación y lo rechaza. Esta situación se repite cada vez que ambos intentan tener relaciones sexuales, lo que provoca que Pedro Luis empiece a frecuentar otra mujer, una modelo de nombre Lorena. 
Al mismo tiempo, Nieves María quiere conseguir la custodia de Pedrito, pero no es necesario, ya que el niño la prefiere a ella antes que a su verdadera madre. Entretanto, Pedro Luis empieza a creer que Leonela se casó con él solo por recuperar a su hijo, por lo que decide divorciarse, pero Leonela se niega a perderlo y decide luchar por su amor. 
Pedrito descubre que su padre estuvo en prisión y lo rechaza; el rechazo afecta mucho a Pedro Luis y también a Leonela; esta termina explicándole a su marido las razones de su frialdad, y ambos se reconcilian. Sin embargo, el niño sigue rechazando a ambos, ya que Nieves María lo manipula a su antojo. 
Para superar sus miedos, Leonela empieza a visitar a un psiquiatra llamado Damián, quien se enamora de ella porque le recuerda a su difunta esposa. Por su parte, Pedro Luis comienza a sospechar que Leonela le es infiel, aunque el verdadero infiel es él, que sigue frecuentando la compañía de Lorena. 
Nieves María se casa con Nelson; este traiciona a Pedro al ser el abogado de su esposa en el juicio por la custodia de Pedrito; el niño, afectado por los problemas familiares, enferma de asma. Por otro lado, Damián se obsesiona con Leonela y pretende que ella nunca supere su miedo a entregarse a Pedro Luis para retenerla a su lado. 
Nieves gana el juicio y decide llevarse a Pedrito fuera del País. El niño escapa a casa de Leonela y llega justo cuando Lorena, enloquecida por los celos, hiere de un disparo a Leonela en un brazo. Madre e hijo logran huir y se refugian en casa de la sirvienta, quien decide llamar a Damián. Este logra que Leonela se salve. Por su parte, Lorena es arrestada.
Posteriormente, llega el día en que Pedrito debe marcharse con Nieves, pero los adultos obligan al niño a elegir entre irse con Nieves o quedarse con Pedro Luis, lo que le provoca un ataque de asma muy grave. Comprendiendo que la salud de su hijo está en juego, Leonela decide renunciar al niño, pero es Nieves María quien da su brazo a torcer y deja que el niño se quede con sus padres. 
Como Pedro Luis insiste en la idea de divorciarse, Leonela pide ayuda a Damián para que la saque del país junto a Pedrito, a lo que el psiquiatra accede para tratar de conseguir su amor. Sin embargo, Pedro Luis los descubre y logra desenmascarar a Damián. Al final Leonela logra superar sus miedos y se entrega a Pedro Luis en cuerpo y alma.